# Ленишин Вікторія Андріївна
Вікто́рія Андрі́ївна Лени́шин (* 1991) — майстер спорту з художньої гімнастики міжнародного класу, багаторазовий призер та переможець українських та міжнародних змагань, срібний та бронзовий призер Етапів кубку світу.  Кандидат наук з фізичного виховання та спорту (2016).

## Життєпис
Народилася 1991 року у Львові. Гімнастикою займається з 10 років. Випускниця 2007 року Львівського училища фізичної культури. Того ж року поїхала навчатись в школу Дерюгіних..
Представляла ЗСУ, СДЮШОР «Олімп-Л»; перші тренери — Катерина Петрівна Сороковська та Ірина Ярославівна Іванів.
2010 року в складі збірної команди України на чемпіонаті світу у Москві посіла 13 місце. 
2011-го виграла 1 срібну медаль та 2 бронзових на Кубку світу в Києві. Того ж року у Франції (Тьє) в складі команди здобула бронзу на Кубку світу.
У вересні-2011 на відбірковому чемпіонаті світу у Монпельє команда посіла 7 місце та заробила путівку в Лондон  - на відбірковий старт «передолімпійського тижня». Там успішно стартували і зайняли 4-е місце, забезпечивши ліцензією країну на Олімпійські ігри.
2012 року на Кубку Дерюгіної зайняла 2 і 3 місце в складі збірної команди України. На Олімпіаді в Лондоні українська збірна з художньої гімнастики у групових вправах, в складі якої була Вікторія, зайняла 5 місце.
Виступала до 2013 року за НСБ ЛВС «Олімп-Л»
Закінчила Львівський державний університет фізичної культури
У вересні 2017 року відкрила у Львові спортивний клуб, основним видом спорту якого стала художня гімнастика.
Серед робіт:
- «Зменшення рухової функціональної асиметрії у спортсменок збірної команди львівської області у групових вправах художньої гімнастики» співавторка В. Ю. Сосіна, 2017
- «Дисципліна „реабілітаційно-відновлювальна підготовка в хореографії“ як складова змісту хореографічної освіти», співавторки Сосіна В. Ю., Руда І. Є.,
- «Зміст програми спеціальної фізичної підготовки з урахуванням фактору сумісності на етапі спеціалізованої базової підготовки у групових вправах художньої гімнастики», 2016
- «Взаємозв'язок показників спеціальної фізичної та технічної підготовленості спортсменок збірних команд України та Львівської області з групових вправ художньої гімнастики» 2016
- «Особливості спеціальної фізичної підготовки у спортсменок у художній гімнастиці» 2016
- «Взаємозв'язок показників спеціальної фізичної та технічної підготовленості спортсменок збірних команд України та Львівської області з групових вправ художньої гімнастики», 2016
- «Совместимость показателей специальной физической подготовленности спортсменок, специализирующихся в групповых упражнениях художественной гимнастики», 2016
- «Аналіз показників спеціальної фізичної підготовленості гімнасток збірної команди України у групових вправах художньої гімнастики», співавторка Валентина Сосіна, 2015
- «Структура спеціальної фізичної підготовленості спортсменок збірної команди України та Львівської області з групових вправ художньої гімнастики», 2015
- «Аналіз виступів найсильніших спортсменок світу у групових вправах художньої гімнастики», співавторка Сосіна Валентина Юріївна, 2014
- «Особливості суддівства групових і індивідуальних вправ художньої гімнастики», співавторка Валентина Сосіна, 2014
- «Аналіз традиційної методики спеціальної фізичної підготовки спортсменок у групових вправах художньої гімнастики (за результатами анкетування найсильніших гімнасток світу», співавторка Валентина Сосіна, 2014
- «Аналіз показників спеціальної фізичної підготовленості гімнасток високої кваліфікації у групових вправах з художньої гімнастики», співавторка Сосіна В. Ю., 2013